# Az Én Újságom
Az Én Újságom képes gyermeklap volt Magyarországon 1889 és 1944 között.

## Története
Feltételezhető, hogy az 1870-es évek elején jelentkezett igény olyan lapra, mely a kisgyermekek életkori sajátosságainak megfelel, hiszen addig a gyermeksajtó egyetlen fóruma a felnőtteknek szóló lapok gyermekmelléklete volt.
Az Én Újságom című lap 1889. december 15-én indult, a 6-10 éves korosztálynak szólt. Első szerkesztői Benedek Elek író és Pósa Lajos költő voltak. Gazdag és változatos verses és prózai anyaga több mint fél évszázad gyermekirodalmának eszmei mondanivalójáról, pedagógiai és esztétikai irányairól ad szemléletes képet. Könyvtári beszerzésére 1931-től miniszteri rendelet kötelezte az elemi iskolákat. Átgondolt, tartalmilag sokoldalú, az irodalmi és az ismeretterjesztő rovatok egyensúlyát megtartó, az óvodáskorú és a kisiskolás gyermekek érdeklődéséhez alkalmazkodó szerkesztési elvek érvényesítése jellemezte a lapot. A magyar és a külföldi irodalom gyermekekhez szóló klasszikus alkotásainak közlése mellett a korszak gyermek- és felnőttirodalmának legrangosabb képviselői írták. Így Benedek Elek, Bródy Sándor, Gárdonyi Géza, Gyulai Pál, Heltai Jenő, Jókai Mór, Krúdy Gyula, Mikszáth Kálmán, Molnár Ferenc, Móricz Zsigmond, Pósa Lajos, Sebők Zsigmond. Lényegében színvonalas, az új igényeket gyorsan felmérő, európai viszonylatban is modern gyermeklap volt. Illusztrációi, fényképanyaga kevésbé művészi, inkább célszerű. 1944-ben szűnt meg.
Benedek Elek kiválásával Pósa Lajos 1914-ig volt egyedüli főszerkesztője az újságnak, majd halála előtt pár évvel vette maga mellé társszerkesztőnek Gaál Mózes írót. Ezért Pósa Lajos 1914-ben bekövetkezett halálát követően a lap főszerkesztői posztját ő vehette át.

## Külső hivatkozások
- A Wikimédia Commons tartalmaz Az Én Újságom témájú kategóriát.

- Az Én Újságom (magyar nyelven) (HTML). [2003. november 13-i dátummal az eredetiből archiválva]. (Hozzáférés: 2009. november 2.)